# Viciria rhinoceros
Viciria rhinoceros är en spindelart som beskrevs av Johan Coenraad van Hasselt 1894. Viciria rhinoceros ingår i släktet Viciria och familjen hoppspindlar. Inga underarter finns listade i Catalogue of Life.